# Uczkun Karasuu
Uczkun Karasuu (kirg. Футбол клубу «Учкун» Кара-Суу) – kirgiski klub piłkarski, mający siedzibę w mieście Karasuu, w południowo-zachodniej części kraju.

## Historia
Chronologia nazw:
- 1993: Uczkun Karasuu (ros. «Учкун» Кара-Суу)
- 1996: klub rozformowano

Piłkarski klub Uczkun został założony w miejscowości Karasuu w roku 1993. W 1993 zespół debiutował w Wyższej Lidze, w której zajął ostatnie 17.miejsce, jednak zwyciężył w barażach o utrzymanie w lidze. W następnym sezonie zajął 12.miejsce i spadł do Pierwszej Ligi. W 1993 po raz pierwszy startował w rozgrywkach o Puchar Kirgistanu, a w 1994 dotarł do 1/4 finału. W 1996 znów występował w rozgrywkach pucharowych, a potem został rozformowany.

## Sukcesy

### Trofea międzynarodowe
Nie uczestniczył w rozgrywkach azjatyckich (stan na 31-12-2015).

### Trofea krajowe
| \| \| Zdobyte trofea w rozgrywkach Kirgistanu (stan na: 31-12-2015) \| |                                                               |      |          |
| Rozgrywki                                                              | Osiągnięcie                                                   | Razy | Sezon(y) |
| Mistrzostwo                                                            | I miejsce                                                     | 0    |          |
| Mistrzostwo                                                            | II miejsce                                                    | 0    |          |
| Mistrzostwo                                                            | III miejsce                                                   | 0    |          |
| Mistrzostwo                                                            | 12.miejsce                                                    | 1    | 1994     |
| Puchar                                                                 | zdobywca                                                      | 0    |          |
| Puchar                                                                 | finalista                                                     | 0    |          |
| Puchar                                                                 | ćwierćfinalista                                               | 1    | 1994     |
| II liga                                                                | I miejsce                                                     | ?    |          |
| II liga                                                                | II miejsce                                                    | ?    |          |
| II liga                                                                | III miejsce                                                   | ?    |          |
| Kirgistan                                                              | Zdobyte trofea w rozgrywkach Kirgistanu (stan na: 31-12-2015) |      |          |

## Stadion
Klub rozgrywał swoje mecze domowe na stadionie Centralnym w Karasuu, który może pomieścić 6000 widzów.